# Henryk Kasperczak

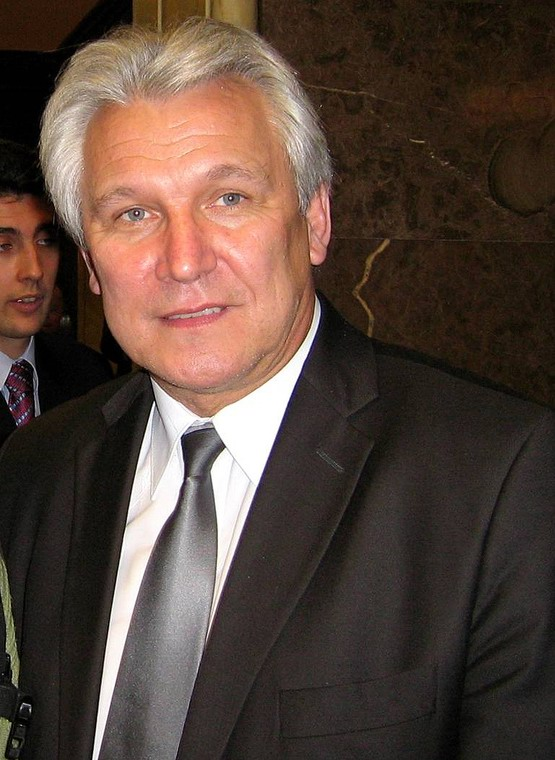
Henryk Kasperczak (2007)

Henryk Wojciech Kasperczak (* 10. Juli 1946 in Zabrze) ist ein polnischer Fußballtrainer und ehemaliger -spieler.

## Karriere
Obwohl Henryk Kasperczak gegenüber dem Stadion von Górnik Zabrze geboren wurde, hat er nie für seinen Heimatclub gespielt. Von Zabrze für nicht gut genug befunden, ging er zu dem kleinen Provinzverein FKS Stal Mielec Mitte der 1960er Jahre. Mielec war zu diesem Zeitpunkt noch unbedeutend in der polnischen Fußballszene. 1967 musste er dann seinen Militärdienst ableisten und wechselte für diese Zeit zum Armeeclub Legia Warschau. Hier spielte er mit dem zukünftigen Star Kazimierz Deyna in der zweiten Mannschaft und wurde bereits vom späteren Nationaltrainer Kazimierz Górski gesichtet. Wieder zurück in Mielec, begann die großen Zeit des kleinen Clubs. Gemeinsam mit den beiden Angreifern Grzegorz Lato und Jan Domarski gewann Kasperczak 1973 und 1976 zwei polnische Meisterschaften und wurde Nationalspieler. Im polnischen Nationaldress wird eine Szene in Erinnerung bleiben vom Qualifikationsspiel 1973 im Wembley-Stadion gegen England. Der defensive Mittelfeldspieler Kasperczak erkämpfte sich den Ball, spielte zu seinem Kollegen aus Mielec Grzegorz Lato und der auf Domarski. Domarski erzielte den entscheidenden Treffer, der Polen zur Fußball-Weltmeisterschaft 1974 nach Deutschland brachte und England schied aus. Die drei Spieler aus der Kleinstadt Mielec schafften die Sensation. Bei der WM ein Jahr später gewann Kasperczak dann die Bronzemedaille. Bei den Olympischen Spielen 1976 in Montréal gewann er die Silbermedaille. Insgesamt bestritt er 73 Spiele für die polnische Fußballnationalmannschaft und erzielte fünf Tore.

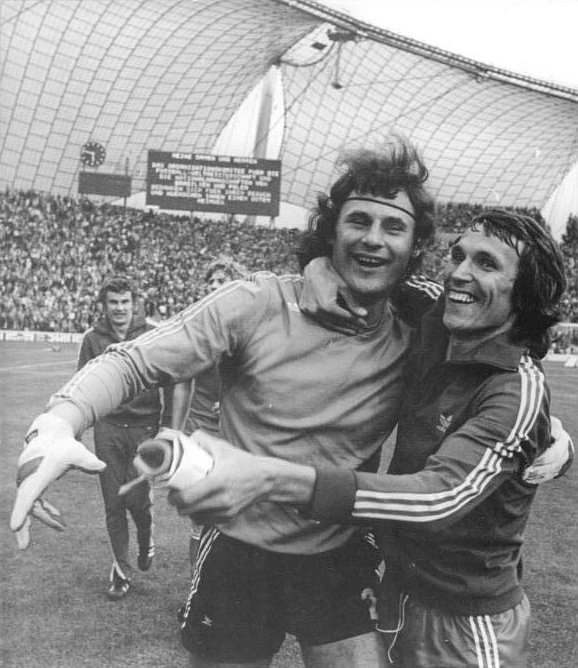
Jan Tomaszewski (links) und Henryk Kasperczak nach dem Sieg über Brasilien 1974

Noch als Spieler von Stal Mielec wurde Kasperczak in Warschau zum Trainer ausgebildet und zum Ausklang seiner Karriere wechselte er nach Frankreich zum FC Metz. Zum Ende seiner Karriere entschied dann eine traurige Situation beim FC Metz über seinen ersten Trainerposten. Sein französischer Trainer Jean Snella erkrankte unheilbar an Krebs und wünschte sich als seinen Nachfolger Henryk Kasperczak. Dreimal führte dieser dann den Verein in das französische Pokalfinale. Später wurde er Nationaltrainer von Tunesien und der Elfenbeinküste. Mit Tunesien qualifizierte er sich für die Fußball-Weltmeisterschaft 1998 in Frankreich. Nach diesen Erfolgen kehrte er als Trainer zurück nach Polen und führte Wisła Kraków zu mehreren Meisterschaften. Seit 2006 war er Trainer der senegalesischen Fußballnationalmannschaft. Als seine Mannschaft bei der Afrikameisterschaft 2008 im zweiten Gruppenspiel Angola mit 1:3 unterlag, trat er am folgenden Tag mit sofortiger Wirkung zurück. Vom September 2008 bis Juni 2009 trainierte Henryk Kasperczak den polnischen Rekordmeister Górnik Zabrze. Am 15. März 2010 wurde er erneut Trainer bei Wisła Kraków. Kasperczak wurde jedoch bereits im August 2010, nach dem Aus in der Europa-League-Qualifikation, entlassen.

## Spielerkarriere
- 1959–1965: Stal Zabrze (145 Spiele / 8 Tore)
- 1965–1966: FKS Stal Mielec (18 Spiele / 2 Tore)
- 1966–1968: Legia Warschau II (56 Spiele / 12 Tore)
- 1968–1978: FKS Stal Mielec (345 Spiele / 23 Tore)
- 1978–1979: FC Metz (55 Spiele / 11 Tore)

## Erfolge als Spieler
- 1× WM-Dritter (1974)
- 1× Olympische Silbermedaille (1976)
- 2× Polnischer Meister (1973, 1976)
- 2× WM-Teilnahme (1974, 1978)

## Trainerkarriere
- 1978–1984: FC Metz
- 1984–1987: AS Saint-Étienne
- 1987–1989: Racing Straßburg
- 1989–1990: RC Paris
- 1990–1992: HSC Montpellier
- 1992–1993: OSC Lille

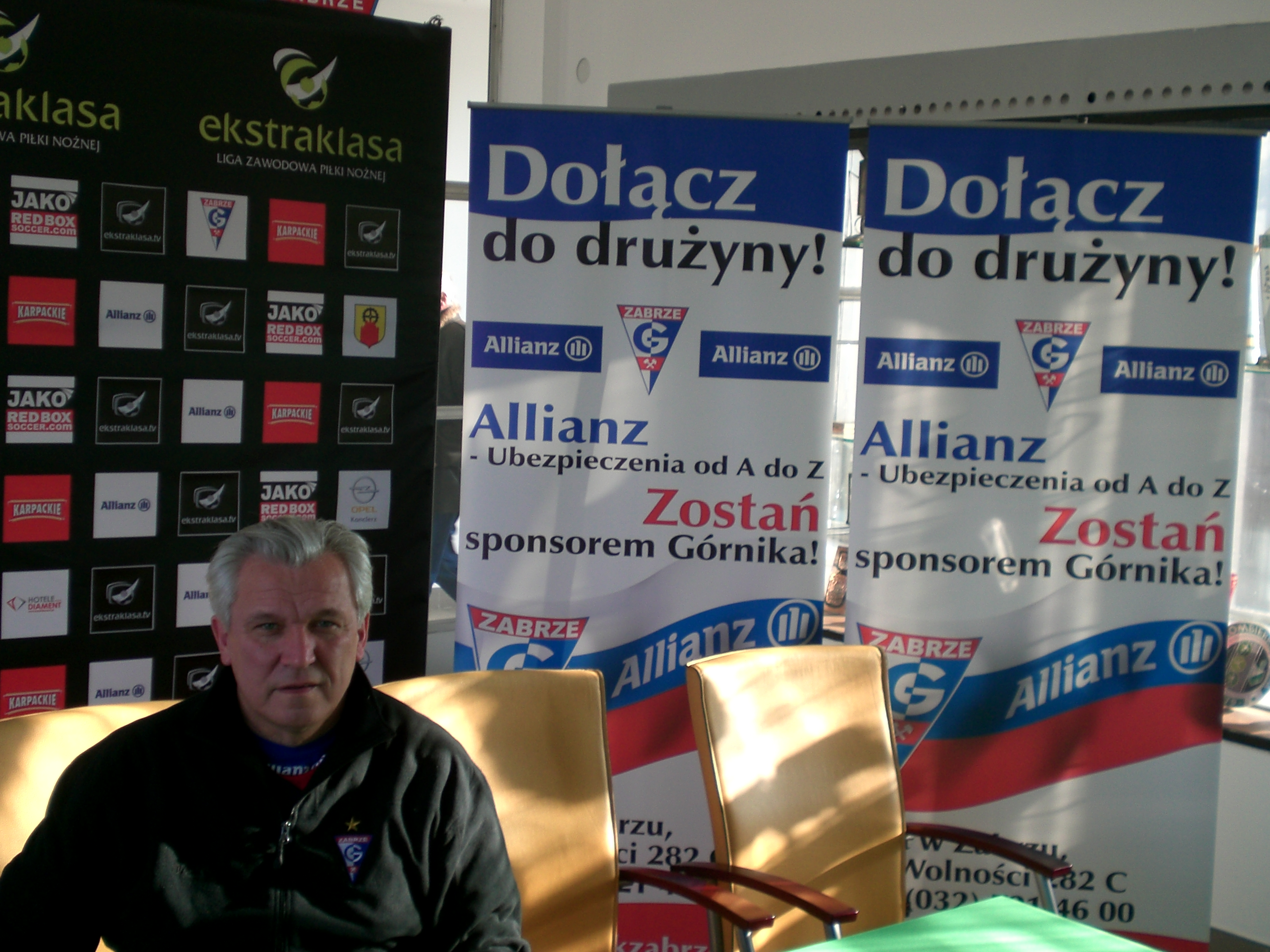
Henryk Kasperczak (2009)

- 1993–1994: Ivorische Fußballnationalmannschaft
- 1994–1998: Tunesische Fußballnationalmannschaft
- 1998:00000 SC Bastia
- 1999–2000: Marokkanische Fußballnationalmannschaft
- 2000–2001: Shenyang Sealion
- 2001–2002: Malische Fußballnationalmannschaft
- 2002–2005: Wisła Kraków
- 2006–2008: Senegalesische Fußballnationalmannschaft
- 2008–2009: Górnik Zabrze
- 2010:00000 Wisła Kraków
- 2010–2011: AO Kavala
- 2013–2015: Malische Fußballnationalmannschaft
- 2015–2017: Tunesische Fußballnationalmannschaft

## Erfolge als Trainer
- 2 × Französischer Pokalsieger (1984, 1990)
- 3 × Polnischer Meister (2003, 2004, 2005)
- 2 × Polnischer Pokalsieger (2002, 2003)
- 1 × Vize-Afrika-Meister mit Tunesien (1996 Südafrika)
- 1 × WM-Teilnahme mit Tunesien (1998)
- Französischer Trainer des Jahres: 1990